# Wolf-Dietrich Köllner
Wolf-Dietrich Köllner ist ein ehemaliger deutscher Schauspieler.

## Leben
Die Herkunft und biografische Daten über Wolf-Dietrich Köllner sind nicht bekannt.
Köllner wirkte als Bühnendarsteller in mehreren Theaterstücken mit, wie beispielsweise in Egmont. Er wirkte als Schauspieler vor der Kamera von 1962 bis 1991 in mehreren DEFA-Spielfilmproduktionen und in Fernsehserien des Deutschen Fernsehfunks mit. Nach der Wende war er nicht mehr als Schauspieler vor der Kamera tätig.

## Filmografie
- 1962: Die schwarze Galeere
- 1973: Ein Wintertag auf dem Solokrad
- 1985: Der Staatsanwalt hat das Wort: Verblendet (TV-Reihe)
- 1988: Polizeiruf 110: Der Mann im Baum (TV-Reihe)
- 1989: Immensee
- 1989: Treffen in Travers
- 1990: Der zerbrochne Krug

## Theater (Auswahl)
Städtische Bühnen Erfurt
- 1961: William Shakespeare: Ende gut, alles gut (Bertram, Graf von Roussillon) – Regie: Walter Niklaus
- 1961: Wsewolod Wischnewski: Optimistische Tragödie (gefangener Offizier) – Regie: Walter Niklaus
- 1961: Vratislav Blazek: Und das am Heiligabend (junger Mann) – Regie: Klaus Martin Boestel
- 1962: Erwin Strittmatter: Die Holländerbraut (Heinrich Erdmann, Leutnant) – Regie: Walter Niklaus
- 1962: Johann Wolfgang von Goethe: Urfaust, Teil 1 (Faust) – Regie: Horst Ludwig (auf den Erfurter Domstufen)
- 1962: Lucie Taubová: Die Heirat des Heiratsschwindlers (Wojla Schouflik) – Regie: Klaus Martin Boestel
- 1963: Konstantin Simonow: Der Vierte (Dick) – Regie: Walter Niklaus
- 1963: Calderon de la Barca: Der Richter von Zalamea (Sergeant) – Regie: Klaus Martin Boestel
- 1963: Johann Wolfgang von Goethe: Egmont (Graf Egmont, Prinz von Gaure) – Regie: Horst Ludwig  (auf den Erfurter Domstufen)
- 1963: Axel Ivers: Parkstraße 13 (Arno Molander) – Regie: Klaus Martin Boestel
- 1964: Pavel Kohout: Die Reise um die Erde in 80 Tagen (Phileas Fogg) – Regie: Horst Ludwig
- 1964: Alfred Neumann (nach Leo Tolstoi): Krieg und Frieden (Anatol, Fürst Kuragin) – Regie: Klaus Martin Boestel
- 1964: Ewan McColl: Unternehmen Ölzweig (5. athenischer Soldat) – Regie: Walter Niklaus
- 1964: William Shakespeare: Romeo und Julia (Graf Paris) – Regie: Horst Ludwig (auf den Erfurter Domstufen)
- 1964: George Bernard Shaw: Pygmalion (Prof. Henry Higgins) – Regie: Klaus Martin Boestel
- 1964: Klaus Eidam (nach Robert Louis Stevenson): Die Schatzinsel (Bill Bones, Steuermann) – Regie: Wolf-Dietrich Köllner
- 1964: Friedrich Schiller: Die Räuber (Karl von Moor) – Regie: Klaus Martin Boestel
- 1965: Viktor Rosow: Unterwegs (Brigadier Sapunow) – Regie: Klaus Martin Boestel
- 1965: Johann Nestroy: Der Talisman – Regie: Wolf Dietrich Köllner
- 1965: Bertolt Brecht: Mutter Courage und ihre Kinder (ein Feldwebel) – Regie: Walter Beck
- 1965: Carlo Goldoni: Der Diener zweier Herren (Florindo Aretusi) – Regie: Manfred Heine
- 1966: Friedrich Dürrenmatt: Der Besuch der alten Dame (Polizist) – Regie: Klaus Martin Boestel
- 1966: Claus Hammel: Um neun an der Achterbahn (Sergius) – Regie: Karl Gassauer
- 1966: Marcel Pagnol: Zum Goldenen Anker (Zollinspektor Brun) – Regie: Klaus Martin Boestel
- 1966: William Shakespeare: Ein Sommernachtstraum (Theseus, Herzog von Athen) – Regie: Albert R. Pasch
- 1967: Claus Hammel: Ein Yankee an König Artus’ Hof (Der Hofmaler) – Regie: Dieter Wardetzky
- 1967: Friedrich Schiller: Die Verschwörung des Fiesko zu Genua (Fiesko, Graf von Lavagna) – Regie: Klaus Martin Boestel
- 1967: Gotthold Ephraim Lessing: Minna von Barnhelm  (Paul Werner, Wachtmeister) – Klaus Martin Boestel
- 1967: Rainer Kirsch: Der Soldat und das Feuerzeug (Pfarrer) – Regie: Dieter Wardetzky
- 1967: Claus Hammel: Morgen kommt der Schornsteinfeger (Brigadier der Möbelmänner) – Regie: Dieter Wardetzky
- 1968: Roger Planchon / Claude Lauchy (nach Alexandre Dumas): Die drei Musketiere (Porthos) – Regie: Dieter Wardetzky
- 1968: Jean Baptiste Molière: George Dandin oder Der betrogene Ehemann (Herr von Sotenville) – Regie: Albert R. Pasch
- 1968: Johann Nestroy: Einen Jux will er sich machen (Melchior, Hausknecht) – Regie: Andreas Scheinert
- 1968: William Shakespeare: Troilus und Cressida (Achilles) – Regie: Dieter Wardetzky
- 1969: Walter Hasenclever: Ein besserer Herr (Herr Compass) – Regie: Andreas Scheinert
- 1969: Lope de Vega: Der Ritter vom Mirakel (Filiberto) – Regie: Bodo Witte
- 1969: Johann Wolfgang von Goethe: Egmont (Graf Egmont, Prinz von Gaure) – Regie: Fritz Bennewitz / Andreas Scheinert
- 1969: Hermann Kant: Die Aula (Riebenlamm) – Regie: Andreas Scheinert
- 1969: Jean Baptiste Molière: Tartuffe (Orgon) – Regie: Jörg Liljeberg
- 1970: Friedrich Schiller: Don Carlos (Herzog von Alba) – Regie: Fritz Bennewitz
- 1971: William Shakespeare: Romeo und Julia (Escalus) – Regie: Fritz Westphal
- 1971: Peter Ensikat: Gavroche (Bahorel, ein Arbeitsloser) – Regie: Detlef Espey
- 1971: Armin Stolper: Zeitgenossen (Stepan Ignatjewitsch, Minister) – Regie: Fritz Westphal
- 1971: Rudi Strahl: Noch mal ein Ding drehen (Pinkas) – Regie: Karlheinz Welzel
- 1971: Sean O’Casey: Das Freudenfeuer für den Bischof (Stadtrat Reiligan) – Regie: Fritz Westphal
- 1971: Claus Hammel: Frau Jenny Treibel (Kammersänger Krola) – Regie: Detlef Espey
- 1972: William Shakespeare: Hamlet (1. Schauspieler) – Regie: Fritz Westphal
- 1972: Armin Stolper: Amphitryon (Zeus) – Regie: Karlheinz Welzel
- 1972: Emil Braginskij / Eldar Rjasanow: Sauna am Silvester (Ippolit) – Regie: Fritz Westphal
- 1973: Ulrich Plenzdorf: Die neuen Leiden des jungen W. (Addi) – Regie: Dieter Steinke
- 1973: George Bernard Shaw: Die heilige Johanna (Graf Warwick) – Regie: Fritz Westphal / Dieter Steinke
- 1973: Maxim Gorki: Nachtasyl (Aljoschka) – Regie: Jefim Robertowitsch Chigerowitsch
- 1974: William Shakespeare: Komödie der Irrungen (Aegeon, Kaufmann aus Syrakus) – Regie: Lothar Ehrlich
- 1974: Peter Hacks: Die schöne Helena (Menelaos) – Regie: Dieter Steinke
- 1974: Ignati Dworezki: Der Mann von draußen (Managarow) – Regie: Ekkehard Kiesewetter
- 1974: Georges Feydeau: Lauf bloß nicht splitternackt herum (Julien Ventroux) – Regie: Jürgen Gosch
- 1974: Helmut Baierl: Frau Flinz (Herr Schwertfeger / Wagner) – Regie: Dieter Steinke
- 1975: Bertolt Brecht: Die Dreigroschenoper (Macheath, genannt Macky Messer) – Regie: Dieter Steinke
- 1975: Adolf Endler / Elke Erb: Das bucklige Pferdchen (1. Erzähler) – Regie: Klaus Küster
- 1975: Sean O’Casey: Purpurstaub (Bill O’Flaherty) – Regie: Dieter Steinke
- 1975: Jason Miller: Die Mannschaft (George Sikowski) – Ekkehard Kiesewetter (DDR-Erstaufführung)
- 1976: Friedrich Hebbel: Maria Magdalena (Wolfram, ein Kaufmann) – Regie: Peter Handke
- 1976: Heiner Müller (nach Fjodor Gladkow): Zement (Stimme 3 / Kosak 2) – Regie: Ekkehard Kiesewetter
- 1976: Friedrich Dürrenmatt: Abendstunde im Spätherbst (Der Autor) – Regie: Karlheinz Welzel
- 1976: Josif Naghiu: An einem einzigen Abend (Marcu) – Regie: Ekkehard Kiesewetter (DDR-Erstaufführung)
- 1976: Harald Gerlach (nach Charles de Coster): Till (Claes, Kohlenhändler) – Regie: Peter Sodann
- 1977: Peter Hacks: Adam und Eva (Gott) – Regie: Barbara Abend
- 1977: Harald Gerlach / Karlheinz Welzel: Haltet den Typ! (Beiträge zum Umweltschmutz) – Regie: Karlheinz Welzel (Kabarett Nr. IX)
- 1977: Stanislaw Lem: Die Forschungsreise des Professors Tarantoga (Professor Tarantoga) – Regie: Dieter Steinke
- 1977: Ariano Suassuna: Das Testament des Hundes oder Das Spiel von unserer lieben Frau der Mitleidvollen (Grilo) – Regie: Ekkehard Kiesewetter
- 1979: Friedrich Dürrenmatt: Die Physiker (Herbert Georg Beutler, genannt Newton) – Regie: Ekkehard Kiesewetter
- 1979: Kazys Saja: Clemens oder das Jahr des Stieres (Rotbart, ein Fremder) – Regie: Iwan Petrow (DDR-Erstaufführung)
- 1980: Aristophanes: Lysistrate (Ratsherr) – Regie: Ekkehard Kiesewetter
- 1980: Jean Anouilh: Becket oder Die Ehre Gottes (Bischof von Oxford) – Regie: Barbara Abend
- 1980: Anton Tschechow: Onkel Wanja (Iwan Petrowitsch Woinitzki) – Regie: Ekkehard Kiesewetter
- 1981: Frances Goodrich / Albert Hacket: Das Tagebuch der Anne Frank (Otto Frank) – Regie: Dieter Seidel
- 1981: Friedrich Schiller: Kabale und Liebe (Hofmarschall von Kalb) – Regie: Barbara Abend
- 1981: William  Shakespeare: Der Sturm  (Prospero, Herzog von Mailand) – Regie: Ekkehard Kiesewetter
- 1982: Michail Schatrow: Blaue Pferde auf rotem Grund (Abgesandter eines Dorfes) – Regie: Ekkehard Kiesewetter
- 1982: Harald Gerlach (nach Ludvig Holberg): Held Ulysses (ein Bauer) – Regie: Horst Ruprecht (Uraufführung)